# Brad Lewis
Bradford Lewis, detto Brad (Sacramento, 29 aprile 1958), è un produttore cinematografico, art director e politico statunitense.
Ha prodotto noti film d'animazione come Z la formica per la DreamWorks Animation e Ratatouille per la Pixar Animation Studios. È stato impegnato anche in politica, ricoprendo la carica di sindaco della città di San Carlos, California.

## Biografia
Brad è cresciuto a San Mateo, in California e si trasferì nella vicina San Carlos nel 1991. Lewis si è laureato alla Fresno State University e vive a San Carlos, California, con sua moglie, suo figlio e sua figlia.

## Carriera

### Pacific Data Images
Ha lavorato alla Pacific Data Images (PDI) per oltre tredici anni dove ha lavorato come vice presidente delle produzioni. Ha lavorato come rappresentante produttore per la PDI nei film come Forces of Nature, The Peacemaker e Broken Arrow. Ha prodotto gli speciali televisivi come Hanna-Barbera The Last Holloween, per il quale ha vinto un Emmy, e il primo episodio in 3D de I Simpson.  Ha conseguito un secondo Emmy per la progettazione grafica utilizzata al Monday Night Football. Ha anche lavorato come produttore di Z la formica.
Lewis ha poi lasciato l'azienda e poco dopo si è trasferito alla Dreamworks.

### Pixar
Si è unito alla Pixar Animation Studios nel novembre 2001, il suo primo film era su Gli incredibili. Ha lavorato come produttore di Ratatouille nel 2007 e poi è stato co-direttore di Cars 2 nel 2011. Brad è stato anche co-diretto del doppiaggio inglese del film Ponyo sulla scogliera di Hayao Miyazaki nel 2009.
A partire dal luglio 2011 Lewis non ha più lavorato alla Pixar.

## Politica
Nel 2005 è stato eletto al consiglio della città di San Carlos, nel 2006 è diventato vicesindaco e nel 2007 sindaco.